# سیارک ۲۱۴۴۹
سیارک ۲۱۴۴۹ (به انگلیسی: 21449 Hemmick، نامگذاری:1998HQ22) بیست و یک هزار و چهارصد و چهل و نهمین سیارک کشف شده‌است که در ۲۰ آوریل ۱۹۹۸ کشف شد.
قدر مطلق سیارک برابر ۸٫۱ است.